# ロバート・アントン・ウィルソン

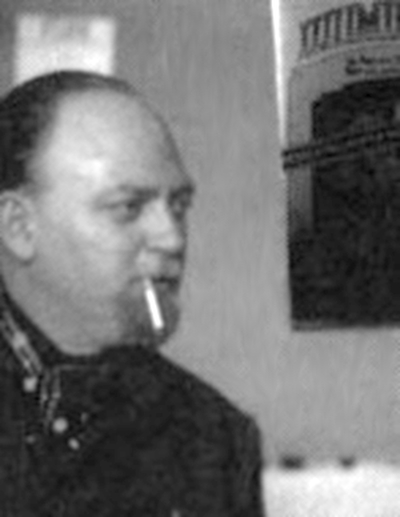
ロバート・アントン・ウィルソン

ロバート・アントン・ウィルソン（Robert Anton Wilson, 1932年1月18日 - 2007年1月11日）は、アメリカ合衆国の小説家、神秘主義思想家。

## 経歴
ニューヨーク市ブルックリン生まれ。ニューヨーク大学で数学・工学を学んだ後、エンジニア助手、セールスマン、コピーライター、『プレイボーイ』誌編集者などを体験。その後、テレパシーや超常現象をテーマにした作品を書くSF作家に転向。
1975年、ロバート・シェイとの共著で小説『イルミナティ』三部作を発表。太古のアトランティスより存在して、世界史を裏から操ってきたオカルト団体・イリュミナティーをとりあげたコミカルな作品で、カルト的な人気作家となる。後続シリーズや解説書などを中心に35冊の小説、ノンフィクションを発表。また、1977年、幻覚作用のあるサボテンを試しながら宇宙人と交流したとする、自叙伝風の作品『コスミック・トリガー - イリュミナティ最後の秘密』（Cosmic Trigger）を発表し、話題を集める。
1986年に『イルミナティ』三部作が、プロメテウス賞殿堂賞を受賞。
1980年代にはニューエイジ哲学をパロディ化したアナーキーな宗教、サブジーニアス教会からボブ法王として崇拝され、新しいコンピュータ文化のなかで再評価を受ける。ティモシー・リアリーとの交流など、ポップ・オカルトの重要人物であった。

## エピソード
1995年4月に彼の死亡のニュースがインターネット上をかけめぐった。アメリカ西海岸ヒッピー文化におけるビッグネームであるため、あちこちから追悼文などが各種メーリング・リストなどに発表されてから、一週間ほどして本人がおずおずと「まだ生きている」と名乗りをあげ、なかなか信じてもらえずに苦労したという冗談のような実話がある。
1992年に、バロウズの「ダッチ・シュルツ 最期のことば」と似たnovel-cum-screenplayというスタイル（小説兼映画脚本、レーゼシナリオ）の作品 "Reality Is What You Can Get Away With: An Illustrated Screenplay" を書いた。

## 日本語訳
- 『神経政治学 人類変異の社会生物学』 （ティモシー・リアリー、ジョージ・A・クープマンと共著、山形浩生訳、リブロポート） 1989年5月
- 『サイケデリック神秘学 - セックス・麻薬・オカルティズム』 （浜野アキオ訳、ペヨトル工房） 1992年12月
- 『コスミック・トリガー - イリュミナティ最後の秘密』 （武邑光裕訳、八幡書店） 1994年4月
- 『ピラミッドからのぞく目 - イルミナティ1』上・下（ロバート・シェイと共著、小川隆訳、集英社文庫） 2007年5月
- 『黄金の林檎 - イルミナティ2』 （ロバート・シェイと共著、小川隆訳、集英社文庫） 2007年6月
- 『リヴァイアサン襲来 - イルミナティ3』 （ロバート・シェイと共著、小川隆訳、集英社文庫） 2007年7月

### インタビュー
- Man Bites Dogma An interview with RAW by Michael Dare
- 23 Questions With Robert Anton Wilson
- President Hannibal Lector & the Thing That Ate the Constitution: An Interview with Robert Anton Wilson By David Jay Brown